# 指定弁護士 (テレビドラマ)
『指定弁護士』（していべんごし）は、2018年9月23日にテレビ朝日系『日曜プライム』（21時 - 23時5分）で放送されたスペシャルドラマである。強制起訴制度に基づいて、検察官の職務を行う弁護士が葛藤しながらも自らの道と事件の真相を切り開いていく姿を描いていく。主演は北川景子で、このドラマで初めての弁護士役を演じる。脚本は、櫻井武晴が担当する。

## あらすじ
テレビ番組のワイドショーで今や国民の敵とも言うべき元法務大臣で衆議院議員である田金清造が取り上げられているのを観ていた京都にある三塚法律事務所の弁護士である一ツ木唯と所長弁護士（ボス弁）の三塚文則。事務所には唯の夫であり、法律事務アシスタントの一ツ木隆司や、三塚のパートナーを巡って唯に対抗心を抱いている弁護士の箭内光太郎もいて、同じようにテレビ番組のワイドショーを観ていた。
連日、田金に関するニュースが世間を騒がせている中、田金が社会福祉法人「辰波福祉会」を国有地に売却した際に不当な払い下げを行ったのではとの疑惑が浮上する。更に田金がその社会福祉法人の名誉顧問を務めていたことが発覚し、世間からは猛烈な反発が沸き起こった。その余波を受けて大阪地検特捜部は捜査に乗り出し、田金及び田金の秘書が逮捕されるが、2人とも不起訴の処分を受ける。ニュースを聞いた京都地検特別刑事部の橘真二と特別刑事部長の白井逸雄は苦虫を噛み潰したような表情を浮かべる。
検察にとって不名誉な報せが届く中、唯は京都弁護士会所属の弁護士である神林京子から指定弁護士の誘いを受ける。その相手が不起訴処分になったばかりの田金であることを知った唯は自らの手で田金を起訴することができれば弁護士としての名が上がり、三塚にパートナーとして認められるかもしれないと考え、指定弁護士の依頼を引き受ける。しかし、それは唯が所属する三塚法律事務所の方針に背くものであった。

## 登場人物
一ツ木唯（ひとつぎ ゆい）
演 - 北川景子
三塚法律事務所に所属する弁護士。優秀な弁護士であったが、事務所の方針に背いて指定弁護士を引き受ける。そのことが原因で事務所を辞めざるを得なくなったが、自分が選択した道に葛藤しながらも法律に生きる人間としての自覚に目覚めていく。
橘真二（たちばな しんじ）
演 - 北村一輝
京都地検特別刑事部に所属する検察官。唯のパートナーとなる人物ではあるが、検察が不起訴にした事件を再び蒸し返そうとする指定弁護士のことをあまり快く思っていない。しかし、唯と行動を共にすることにより、指定弁護士の意義を自らに問い直すことになる。
一ツ木隆司（ひとつぎ たかし）
演 - えなりかずき
唯の夫であり、唯が所属する三塚法律事務所の法律事務アシスタント。唯とは異なり、出世志向は全くなく、現在の仕事には満足している。しかし、唯との間に子どもがいないことが最大の悩みである。
安部忠一（あべ ただかず）
演 - 生瀬勝久
橘真二の検察事務官であり、京都地検における最古参の事務官。官公庁に出向していた経験などから官公庁に顔が広い。
筧田吾郎（かけいだ ごろう）
演 - 松重豊
唯の行きつけのバー「よる屋」のマスター。
神林京子（かんばやし きょうこ）
演 - 羽田美智子
京都弁護士会所属の弁護士。構えていた法律事務所を畳み、現在では検査審査会の補助的な仕事に従事している。唯を指定弁護士に引き入れた人物である。
白井逸雄（しらい いつお）
演 - 相島一之
京都地検特別刑事部の部長であり、橘の上司。
箭内光太郎（やない こうたろう）
演 - 矢柴俊博
三塚法律事務所所属の弁護士。所長弁護士のパートナーを巡って、唯に対抗心を燃やしている。
津山悟（つやま さとる）
演 - 正名僕蔵
京都市会議員。元法務大臣で衆議院議員である田金清造を告発した。唯と橘の強力な味方となる。
斎藤里美（さいとう さとみ）
演 - 真飛聖
田金清造の秘書である斎藤益道の妻。
田金清造（たがね せいぞう）
演 - 石橋蓮司
元法務大臣で、現在は衆議院議員を務める。女性差別などに関する不適切な発言で世間を騒がせていた中で、不当な払い下げ疑惑が浮上したことで世間の猛反発を買っている。
三塚文則（みつづか ふみのり）
演 - 中村梅雀
三塚法律事務所の所長弁護士（ボス弁）であり唯の上司。唯が指定弁護士となって事務所を辞めてからは、法廷で壁となって立ちはだかる。
その他
松川明正 - 林泰文
岩沢徹 - 螢雪次朗
辰波栄泉 - 山田明郷
斎藤益道 - 伊東孝明
野村雅夫 - 川久保拓司
ワイドショー出演者 - 安東弘樹、森永卓郎（本人役）
ニュースアナウンサー - 加藤夏海
ノモガクジ、井之上チャル、木内義一 　ほか

## スタッフ
- 脚本 - 櫻井武晴[3]
- 監督 - 竹園元
- テーマ曲 - fox capture plan
- 法律監修 - レイ法律事務所（河西邦剛、菅原隼人）
- 撮影 - 関照男
- 助監督 - 市岡歩、工藤貴紀
- 製作主任 - 土井健生
- プロデューサー補 - 残間理央（テレビ朝日）、大西文二（東映）
- VFX - キルアフィルム
- プロダクション協力 - 東映京都撮影所
- ポスプロ - 東映ラボ・テック
- ゼネラルプロデューサー - 黒田徹也（テレビ朝日）、関拓也（テレビ朝日）
- プロデューサー - 竹園元（テレビ朝日）、丸山真哉（東映）
- 制作 - テレビ朝日、東映